# Río Due
Río Due är ett vattendrag i Ecuador.   Det ligger i provinsen Sucumbíos, i den centrala delen av landet, 130 km öster om huvudstaden Quito.